# 林杏華
林 杏華（はやし きょうか、生没年不詳）は、明治時代から昭和時代初期にかけての女流日本画家。

## 来歴
上村松園及び鏑木清方の門人。大阪府堺に生まれる。実家は堺の旧家で木綿問屋を営んでおり、姉が二人いたという。杏華は始めに上村松園に学んだ後、上京して清方に師事した。結婚をするよう勧められて悩まされたようであるが、独身で大阪に住んで只管絵筆に親しんでいた。1911年（明治44年）6月の第22回烏合会展に「左甚五郎」を出品したほか、1916年（大正5年）の第2回から郷土会展に作品を出品している。この第2回展に「お初」を出品した後、1923年（大正12年）の第8回郷土会展に「浪花の春」を、1924年（大正13年）の第9同展に「十日戎」を、1925年（大正14年）の第10回同展に「楊貴妃に扮して」を出品している。